# (20305) Feliciayen
(20305) Feliciayen (1998 FU102) – planetoida z pasa głównego asteroid okrążająca Słońce w ciągu 3,49 lat w średniej odległości 2,3 j.a. Odkryta 31 marca 1998 roku.